# Ink Master
Ink Master é um reality show americano exibido originalmente pela Paramount Network (anteriormente chamada Spike), e atualmente vai ao ar pelo serviço de streaming Paramount+ e 24 horas por dia, 7 dias por semana, no aplicativo Pluto TV, que tem um canal inteiramente dedicado ao programa. A primeira temporada estreou originalmente em 17 de janeiro de 2012. O programa foi originalmente apresentado por Dave Navarro, que se junta a Chris Nunez e Oliver Peck para formar um painel de jurados que decide quais concorrentes podem continuar na competição e quais vão para casa, decidindo o vencedor no final. O jurado Oliver Peck foi demitido devido ao seu controverso post no MySpace, no qual ele fazia blackface. Cada temporada apresenta tatuadores que competem em vários desafios, avaliando suas tatuagens e habilidades artísticas. Eles são julgados por renomados tatuadores, com um ou mais concorrentes eliminados a cada episódio. O vencedor de cada temporada recebe um prêmio de US$ 100.000, o título de Ink Master e um artigo na Inked Magazine.

## Formato

### Formato Básico
Todos episódios têm o seguinte formato:
No início do show, existe um desafio relâmpago, que será avaliado com base em como o artista conheceu a habilidade da semana. Normalmente, os desafios relâmpagos não incorporam o ato de tatuar, mas, em vez disso, exigir uma habilidade relacionada (ou seja, pintura, corte de cabelo, gravura, ardor, etc). O vencedor do desafio ganha o direito de escolher a sua própria tela humana no desafio de eliminação, e a partir de segunda temporada, escolhe as telas humanas dos outros participantes do programa.
Após o desafio relâmpago, vem o desafio de eliminação, um teste de habilidade em uma tela humana, tipicamente incorporando um estilo da tatuagem. Uma vez que os competidores conhecem suas telas, eles usam o resto do dia para consultar o desejo dos clientes. No dia seguinte, cada competidor recebe um prazo de 4-6 horas para completar a sua tatuagem. Depois de concluído, os participantes reúnem-se com os juízes e são criticados, um por um. No final de cada episódio, a tatuagem de um competidor é escolhida como tatuagem da semana e outro competidor é eliminado da competição.

### Formato Especial
Para o final da primeira temporada, o desafio final foi uma maratona de tatuagem de 18 horas, com a decisão do ganhador sendo feita somente pelos juízes.
No final da segunda temporada, houve mudanças no formato, e consistia em cada um dos três finalistas ter uma reunião com sua respectiva tela, para quatro sessões de seis horas. A partir da segunda temporada, a decisão do ganhador é dada não somente pelos juízes, mas também pelo público.

### Juízes
Dave Navarro, Chris Núñez, e Oliver Peck são os juízes do programa, e apareceram em todos os episódios até o momento. Alguns episódios incorporam um quarto jurado convidado. Normalmente é um tatuador bem conhecido que tenha conhecimento ou a presença no gênero de tatuagem escolhido como desafio a eliminação da semana. (New School, tradicional, japonês, retrato, preto e cinza, etc).
Na segunda temporada, houve também a participação do público, através de votação no website e Facebook oficial do programa. O voto do público afetou a decisão final dos juízes.
| Juízes       | Temporadas | Temporadas | Temporadas | Temporadas | Temporadas | Temporadas | Temporadas | Temporadas | Temporadas | Temporadas | Temporadas |
| ------------ | ---------- | ---------- | ---------- | ---------- | ---------- | ---------- | ---------- | ---------- | ---------- | ---------- | ---------- |
| Juízes       | 1          | 2          | 3          | 4          | 5          | 6          | 7          | 8          | 9          | 10         |            |
| Dave Navarro | ♦          | ♦          | ♦          | ♦          | ♦          | ♦          | ♦          | ♦          | ♦          | ♦          |            |
| Chris Núñez  | ♦          | ♦          | ♦          | ♦          | ♦          | ♦          | ♦          | ♦          | ♦          | ♦          |            |
| Oliver Peck  | ♦          | ♦          | ♦          | ♦          | ♦          | ♦          | ♦          | ♦          | ♦          | ♦          |            |

## Temporadas
| Temporada | Participantes | Estreia                 | Final                  | Vencedores                                    | 2º lugar                                           | 3º lugar                                                |
| --------- | ------------- | ----------------------- | ---------------------- | --------------------------------------------- | -------------------------------------------------- | ------------------------------------------------------- |
| 1         | 10            | 17 de janeiro de 2012   | 6 de março de 2012     | Shane O'Neill                                 | Tommy Helm                                         | James Vaughn                                            |
| 2         | 16            | 9 de outubro de 2012    | 18 de dezembro de 2012 | Steve Tefft                                   | Sarah Miller                                       | Sebastian Murphy                                        |
| 3         | 16            | 16 de julho de 2013     | 8 de outubro de 2013   | Joey Hamilton                                 | Jime Litwalk                                       | Katherine "Tatu Baby" Flores                            |
| 4         | 17            | 25 de fevereiro de 2014 | 20 de maio de 2014     | Scott Marshall                                | Walter "Sausage" Frank                             | Matti Hixson                                            |
| 5         | 18            | 2 de setembro de 2014   | 16 de dezembro de 2014 | Jason Clay Dunn                               | James "Cleen Rock One" Steinke                     | Erik Siuda                                              |
| 6         | 18            | 23 de junho de 2015     | 13 de outubro de 2015  | Dave Kruseman                                 | Chris Blinston                                     | Matt O'Baugh                                            |
| 7         | 16            | 1 de março de 2016      | 24 de maio de 2016     | Anthony Michaels                              | James "Cleen Rock One" Steinke                     | Christian Buckingham                                    |
| 8         | 18            | 23 de agosto de 2016    | 6 de dezembro de 2016  | Ryan Ashley Malarkey                          | Gian Karle Cruz                                    | Kelly Doty                                              |
| 9         | 36            | 6 de junho de 2017      | 26 de setembro de 2017 | Old Town Ink (Aaron "Bubba" Irwin e DJ Tambe) | Black Cobra Tattoos (Katie McGowan e Matt O'Baugh) | Basilica Tattoo (Christian Buckingham e Noelin Wheeler) |
| 10        | 18            | 9 de janeiro de 2018    | 24 de abril de 2017    | Josh Payne                                    | Juan Salgado                                       | Roly T-Rex                                              |
| 11        | 18            | 28 de agosto de 2018    | 18 de dezembro de 2018 | Tony Medellin                                 | Teej Poole                                         | Tiffer Wright                                           |
| 12        | 18            | 11 de junho de 2019     | 24 de setembro de 2019 | Laura Marie                                   | Dani Ryan                                          | Creepy Jason                                            |
| 13        | 20            | 7 de janeiro de 2020    | 14 de abril de 2020    | N/A                                           | N/A                                                | N/A                                                     |
| 14        | 14            | 7 de setembro de 2022   | 2 de novembro de 2022  | DJ Tambe                                      | Gian Karle Cruz                                    | Bob Jones                                               |
| 15        | 15            | 1 de novembro de 2023   | 20 de dezembro de 2023 | Bobby Johnson                                 | Freddie Albrighton                                 | Jon Mesa                                                |

1. ↑  A final ao vivo foi cancelada devido a pandemia da COVID-19. Os três finalistas (Bob Jones, Angel Rose e Jimmy Snaz) receberam um prêmio monetário, mas nenhum foi nomeado Ink Master.

## Spin-offs

### Ink Master: Redemption
O spin-off Ink Master: Redemption estreou em setembro de 2015. O spin-off apresenta telas que estão insatisfeitos com a tatuagem que receberam durante a competição. Depois de discutir sua tatuagem com Navarro, as telas têm a chance de confrontar o artista que fez a peça original. O artista recebe a chance de redenção ao poder consultar a tela com uma nova tatuagem (ou modificação para melhorar sua peça Ink Master existente). Depois de revisar o novo desenho do artista, a tela recebe uma escolha sem compromisso para prosseguir com a nova tatuagem ou sair da loja. Os episódios às vezes apresentam uma reviravolta, como artistas rivais que retornam para desenhar um design para a mesma tela infeliz, potencialmente roubando a chance de redenção do artista original.

### Ink Master: Angels
Em junho de 2017, Spike anunciou um novo spin-off intitulado Ink Master: Angels. O programa segue quatro concorrentes da oitava temporada de Ink Master - a vencedora da temporada Ryan Ashley Malarkey, Kelly Doty, Nikki Simpson e Gia Rose - enquanto viajam pelos Estados Unidos para enfrentar outros artistas em desafios valendo uma vaga na décima temporada de Ink Master.

### Ink Master: Grudge Match
Em 21 de agosto de 2019, foi anunciado que um spin-off intitulado Ink Master: Grudge Match estrearia em 1º de outubro de 2019. Os jurados da série incluem os ex-concorrentes do Ink Master Cleen Rock One, DJ Tambe e Ryan Ashley Malarkey.

## Versões internacionais
| País          | Nome                                    | Emissora | Estreia           | No. de Temporadas | Ref   |
| ------------- | --------------------------------------- | -------- | ----------------- | ----------------- | ----- |
| Países Baixos | Ink Master: Meesters van de Lage Landen | Spike    | 15 de maio de 217 | 3                 | [ 6 ] |

## Exibição

### Brasil
No Brasil, foi exibido inicialmente pelo extinto canal TruTV, onde foi exibido até a 5ª temporada. E posteriormente passou a ser exibido pela MTV, que exibe o reality atualmente. O reality também está disponível no serviço de streaming Paramount+.

### Portugal
Em Portugal, foi exibido inicialmente pelo SIC Radical, sendo exibido até a 13ª temporada. E posteriormente passou a exibido pela MTV.